# Greil Marcus

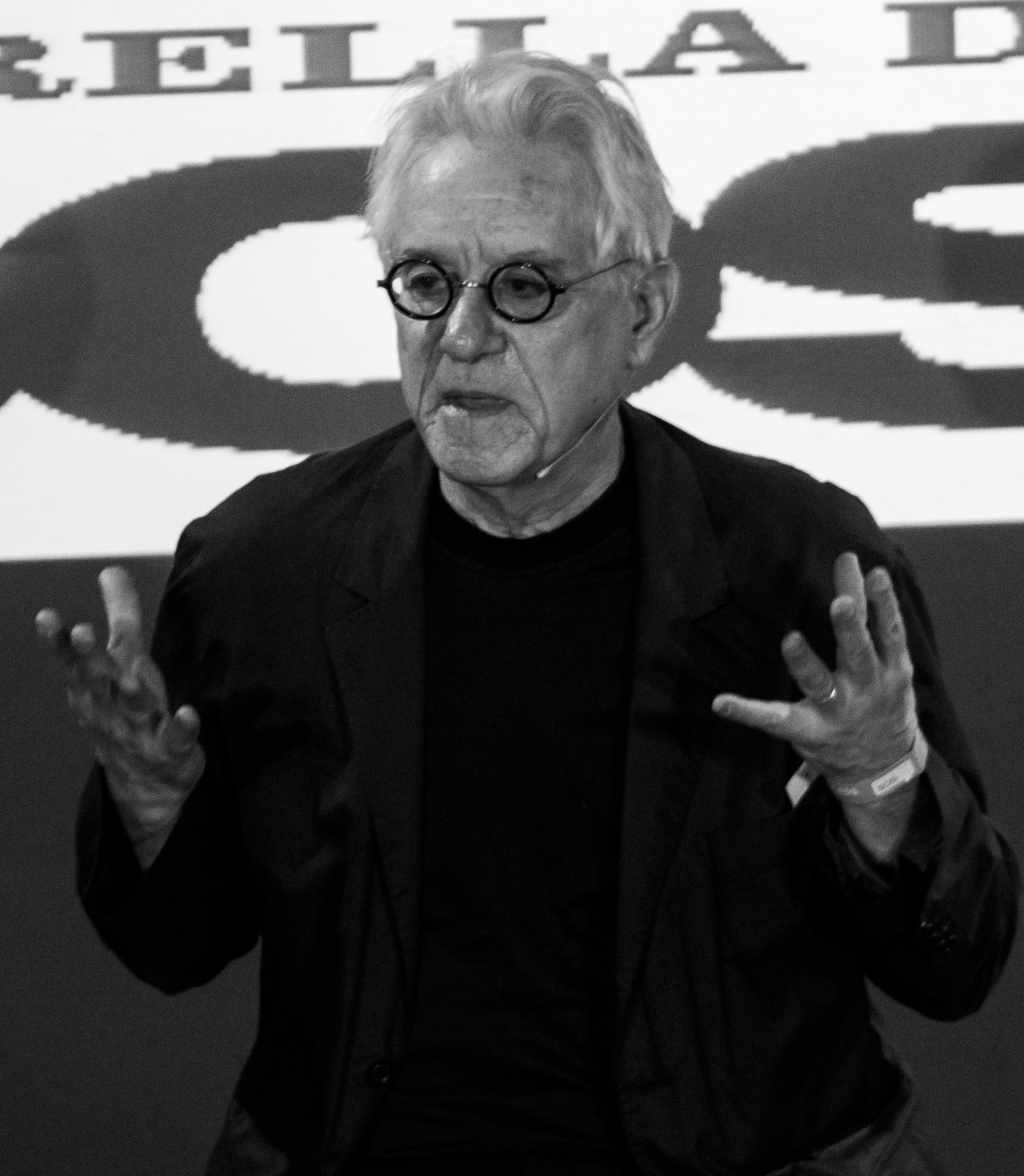
Greil Marcus, 2014

Greil Marcus, född 19 juni 1945 i San Francisco, Kalifornien, är en amerikansk författare, journalist och musikkritiker. Han har arbetat som kritiker och kolumnist vid tidningar som Rolling Stone, Creem, The Village Voice, samt på webbsidan Pitchfork. Han har även arbetat som föreläsare inom amerikansk rockmusik och kultur.
Marcus har ägnat särskilt stort intresse åt artisterna Bob Dylan, The Band, Elvis Presley och Bruce Springsteen. Han blev särskilt känd för sin negativa recension av Dylan-albumet Self Portrait 1970. Bland nyare artister har han nämnt Lana Del Rey som en favorit.